# إيكر روميرو
إكير روميرو (بالإسبانية: Iker Romero)‏ (15 يونيو 1980 في إسبانيا - ) هو لاعب كرة يد إسباني في مركز مدافع (كرة قدم). شارك في الألعاب الأولمبية الصيفية 2008. ولعب مع أديمار ليون ونادي برشلونة لكرة اليد ونادي بلد الوليد لكرة اليد ونادي ثيوداد ريال لكرة اليد ونادي فوكس برلين لكرة اليد وFüchse Berlin Reinickendorf ‏.

## وصلات خارجية
- إكير روميرو على موقع الاتحاد الأوروبي لكرة اليد (الإنجليزية)
- إكير روميرو على موقع أوليمبيديا (الإنجليزية)